# Polinella
Polinella is een geslacht van uitgestorven weekdieren uit de klasse van de Gastropoda (slakken).

## Soorten
- Polinella blaesa (Marwick, 1929) †
- Polinella creper (Marwick, 1965) †
- Polinella esdailei (Marwick, 1924) †
- Polinella finlayi (Marwick, 1924) †
- Polinella fryei (Laws, 1933) †
- Polinella gradisuturalis (Marwick, 1932) †
- Polinella incerta (Marwick, 1924) †
- Polinella modesta (Marwick, 1924) †
- Polinella obstructa (Marwick, 1924) †